# Copa Diputació del 2008
La Copa Diputació del 2008 és la primera temporada de la Copa d'Escala i corda President de la Diputació de València.
La competició es va dividir en 2 fases, més semifinals a doble partida, i la final al millor de tres partides. La primera fase era jugada per dos grups de 4 equips cadascun, en què jugaven tots contra tots i queia el pitjor equip de cada grup; en la segona fase s'emparellaven els equips d'un grup amb els de l'altre depenent de la seua classificació en la primera fase (primer contra tercer, ...) en dos partides d'anada i tornada; a les semifinals passaven els vencedors de les 3 eleminatòries més el millor equip perdedor, en dos partides d'anada i tornada; la final es jugà al millor de tres partides.
Les regles específiques varen ser les mateixes que les del Circuit Bancaixa:
- Les partides comencen amb el marcador 15-15.
- La primera falta al dau no compta.
- Les galeries estan prohibides, çò és, tot pilota que hi caiga i no en torne és quinze perdut.

Però canviava la puntuació en la fase classificatòria:
- L'equip vencedor suma 3 punts si el rival no arriba a 50. En cas que ho faça els punts es reparteixen (2 per al guanyador i 1 per al perdedor).

Cal destacar que la segona partida de la final va ser la primera retransmesa en directe per Punt 2 des del Trinquet del Genovés, completament remodelat per a millorar-ne la visibilitat televisiva: La visibilitat augmentà mercés al contrast entre les parets blaves i la pilota de vaqueta blanca, i a més hi havia nous angles gràcies al fet que les parets dels frontons són de cristalls blindats opacs amb càmeres al darrere.

## Equips
| - Grup A: - - Ajuntament d'Alcàsser: - Víctor, Fèlix i Canari - - Ajuntament de Benissa: - Álvaro, Jesús i Herrera - - Ajuntament de Sagunt: - Núñez, Dani i Héctor - - Universitat Politècnica de València: - Cervera, Solaz i Melchor |  | - Grup B: - - Ajuntament del Genovés - León, Sarasol II i Raül II - - Ajuntament de Pedreguer - Miguel, Tato i Tino - - Ajuntament de La Pobla de Vallbona - Genovés II, Javi i Pedrito - - Lorno - Colau, Grau (substituït per Salva) i Oñate |

## Resultats

### 1ª Fase

#### Classificació de la 1a Fase
| Data     | Trinquet                             | Grup | Equip                      | Equip                      | Resultat |
| -------- | ------------------------------------ | ---- | -------------------------- | -------------------------- | -------- |
| 20/04/08 | Alcàsser                             | A    | Víctor, Fèlix i Canari     | Núñez, Dani i Héctor       | 35-60    |
| 23/04/08 | Guadassuar                           | B    | Miguel, Tato i Tino        | Colau, Salva i Oñate       | 55-60    |
| 25/04/08 | Pla de l'Arc (Llíria)                | A    | Víctor, Fèlix i Canari     | Cervera, Solaz i Melchor   | 60-40    |
| 27/04/08 | Sagunt                               | A    | Álvaro, Jesús i Herrera    | Núñez, Dani i Héctor       | 45-60    |
| 29/04/08 | Trinquet Tio Pena (Massamagrell)     | B    | Genovés II, Javi i Pedrito | León, Sarasol II i Raül II | 25-60    |
| 30/04/08 | Trinquet Salvador Sagols (Vila-real) | A    | Álvaro, Jesús i Herrera    | Cervera, Solaz i Melchor   | 60-30    |
| 04/05/08 | Benissa                              | A    | Álvaro, Jesús i Herrera    | Víctor, Fèlix i Canari     | 45-60    |
| 05/05/08 | La Pobla de Vallbona                 | B    | Genovés II, Javi i Pedrito | Colau, Salva i Oñate       | 60-45    |
| 06/07/08 | Trinquet Tio Pena (Massamagrell)     | B    | Miguel, Tato i Tino        | León, Sarasol II i Raül II | 25-60    |
| 07/05/08 | Guadassuar                           | A    | Núñez, Dani i Héctor       | Cervera, Solaz i Melchor   | 60-30    |
| 09/05/08 | Sueca                                | B    | Miguel, Tato i Tino        | Genovés II, Javi i Pedrito | 20-60    |
| 10/05/08 | Pelayo (València)                    | B    | León, Sarasol II i Raül II | Colau, Salva i Oñate       | 60-30    |
| 11/05/08 | Sagunt                               | A    | Núñez, Dani i Héctor       | Víctor, Fèlix i Canari     | 60-45    |
| 12/05/08 | Benidorm                             | A    | Cervera, Solaz i Melchor   | Álvaro, Jesús i Herrera    | 40-60    |
| 14/05/08 | Trinquet Salvador Sagols (Vila-real) | B    | León, Sarasol II i Raül II | Genovés II, Javi i Pedrito | 60-50    |
| 15/05/08 | UPV                                  | B    | Colau, Grau i Oñate        | Miguel, Tato i Tino        | 40-60    |
| 16/05/08 | Sueca                                | A    | Cervera, Solaz i Melchor   | Víctor, Fèlix i Canari     | 15-60    |
| 17/05/08 | Pelayo (València)                    | A    | Álvaro, Jesús i Herrera    | Núñez, Dani i Héctor       | 60-45    |
| 18/05/08 | Alcàsser                             | B    | Colau, Grau i Oñate        | Genovés II, Javi i Pedrito | 40-60    |
| 19/05/08 | Pla de l'Arc (Llíria)                | B    | León, Sarasol II i Raül II | Miguel, Tato i Tino        | 45-60    |
| 22/05/08 | UPV                                  | A    | Víctor, Fèlix i Canari     | Álvaro, Jesús i Herrera    | 55-60    |
| 23/05/08 | Trinquet de Bellreguard              | A    | Núñez, Dani i Héctor       | Cervera, Solaz i Melchor   | 60-30    |
| 24/05/08 | Pedreguer                            | B    | Genovés II, Javi i Pedrito | Miguel, Tato i Tino        | 45-60    |
| 25/05/08 | Benissa                              | B    | León, Sarasol II i Raül II | Colau, Grau i Oñate        | 60-30    |